# كاثرين تشيشولم كاشينج
كاثرين تشيشولم كاشينج (بالإنجليزية: Catherine Chisholm Cushing)‏ هي كاتبة مسرحية وكاتِبة وشاعرة أمريكية، ولدت في 15 أبريل 1874 في أوهايو في الولايات المتحدة، وتوفيت في 19 أكتوبر 1952 في نيويورك في الولايات المتحدة.

## وصلات خارجية
- كاثرين تشيشولم كاشينج على موقع IMDb (الإنجليزية)
- كاثرين تشيشولم كاشينج على موقع قاعدة بيانات برودواي على الإنترنت (الإنجليزية)
- كاثرين تشيشولم كاشينج على موقع قاعدة بيانات برودواي على الإنترنت (الإنجليزية)